# Карманово (Зарайский район)
Карманово — деревня в городском округе Зарайск Московской области России. Находится на правобережье Осетра, в 5 км на юг от Зарайска.
Впервые упоминается в платёжных книгах 1594—1597 годов.
В 1790 году — вотчина А. М. Мусиной-Пушкиной и княгини Н. М. Сибирской.
Уроженцем Карманова был крепостной помещика Д. Н. Маслова поэт и актёр И. С. Сибиряков.
С 2006 по 2017 год деревня входила в состав сельского поселения Каринское Зарайского района.

## Население
| 2002 | 2006 | 2010 |
| ---- | ---- | ---- |
| 17   | ↗18  | ↗21  |